# الهاتف الأسود
الهاتف الأسود (بالإنجليزية: The Black Phone)‏ هو فيلم رعب أمريكي من إخراج سكوت ديركسون وانتاج جايسون بلوم وبطولة إيثان هوك،جيريمي ديفيز وجيمس رانسون.
من المقرر عرض الفيلم في صالات السينما يوم 4 فبراير 2022.